# Teaching Feeling ～和瘢痕少女在一起的生活～
《Teaching Feeling ～和瘢痕少女在一起的生活～》，曾用名《與奴隸的生活 -Teaching Feeling-》，是由日本同人社團FreakilyCharming製作的養成類型成人遊戲，2015年10月27日於DMM.com旗下網站DMM同人.R18及DLsite.com上以數位下載方式發售。在遊戲中玩家將扮演一名醫生並照顧一名傷痕累累的女孩。

## 系統
《Teaching Feeling》是一款美少女養成遊戲，遊戲裡的每一天被劃分為數個階段，玩家可以執行不同的指令與女主角互動，這些指令包括摸頭、性交、泡茶、換衣服與出門，玩家可以透過帶希爾薇出門來取得新衣服和泡茶的材料。每項指令花費的時間不一，而且會提升或降低希爾薇的兩個數值：親密度與淫亂度，隨著數值提升、希爾薇的個性會逐漸外向，並且會觸發一些遊戲事件，並影響希爾薇在進行性行為時的表現，在性行為場景中，會以擬音、斷面圖和漫畫形式呈現。遊戲並沒有結局。

## 故事
曾被主角救過、給人可疑感覺的商人會帶著飽受前主人虐待、渾身是傷的女孩希爾薇拜訪玩家扮演的醫生，之後主角便開始和希爾薇共同生活一段時間。

## 評價
遊戲在推出之後成為網絡熱門話題，遊戲在DLsite銷量為2015年度第一，並在2018年10月11日成為DLsite銷量最高的作品。遊戲在發售7年後，開發者還繼續更新內容，還有不少遊戲愛好者製作遊戲模組。《週刊Ascii》第1053期的「全日本美少女遊戲研究所」欄目將該作評為「本週推薦遊戲」，評論員稱讚該作沒有像一般奴隸題材作品注重凌辱和調教內容，而是專注於與奴隸的日常互動相處，勾起玩家的父愛。Ura-akiba將本作評為2016年最佳色情同人遊戲。
2015年11月，有網民製作了遊戲的韓文版，並將韓文版放在自己經營的色情網站。該網民於2016年5月19日被釜山警察以違反《兒童·青少年性保護法》為由逮捕。《美信》韓國版曾在2016年2月號上介紹《Teaching Feeling》，遊戲的選材和劇情在當地引起爭議。

## 外部連結
- 《Teaching Feeling ～和瘢痕少女在一起的生活～》在視覺小說數據庫的頁面 （英文）